# Blair County
Blair County är ett administrativt område i delstaten Pennsylvania i USA. År 2010 hade det 127 089 invånare. Den administrativa huvudorten (county seat) är Hollidaysburg. Största staden är Altoona.

## Politik
Blair County tenderar att rösta på republikanerna i politiska val.
Republikanernas kandidat har vunnit rösterna i countyt i samtliga presidentval sedan valet 1888 utom vid tre tillfällen: valen 1912, 1936 och 1964. I valet 2016 vann republikanernas kandidat med 70,7 procent av rösterna mot 25,2 för demokraternas kandidat.

## Geografi
Enligt United States Census Bureau har countyt en total area på 1 365 km², varav 3 km² är vatten.

### Angränsande countyn
- Centre County - nord
- Huntingdon County - öst
- Bedford County - söder
- Cambria County - väst
- Clearfield County - nordväst